# Love, Laughs and Lather
Love, Laughs and Lather é um filme mudo em curta-metragem norte-americano de 1917, do gênero comédia, estrelado por Harold Lloyd.

## Elenco
- Harold Lloyd - Lonesome Luke
- Snub Pollard
- Bebe Daniels
- Gilbert Pratt
- Gus Leonard
- Fred C. Newmeyer
- Billy Fay
- Nina Speight
- Bud Jamison

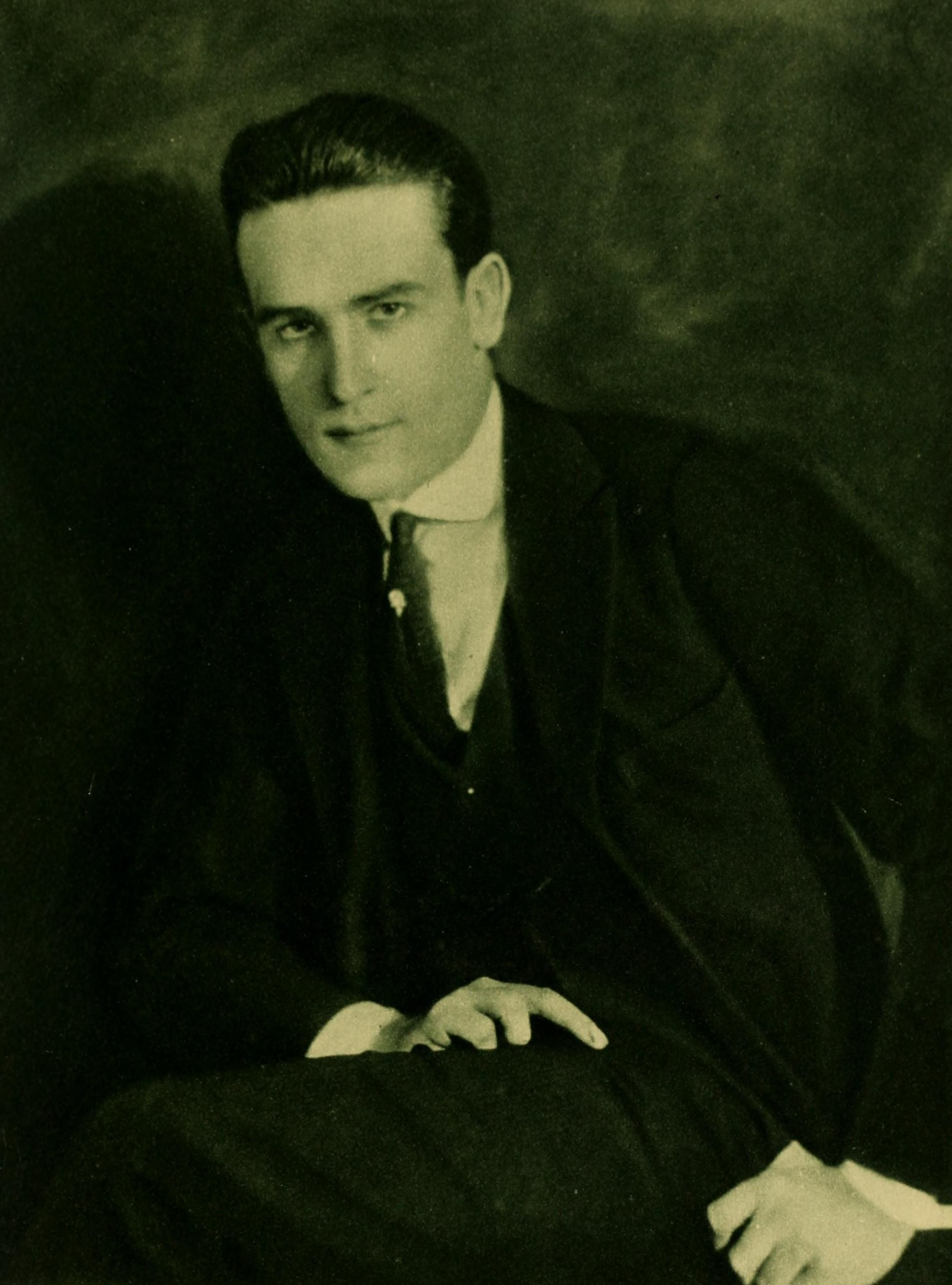
Harold Lloyd

- Charles Stevenson - (como Charles E. Stevenson)
- Dorothea Wolbert
- May Ballard - (como Mabel Ballard)
- Evelyn Page
- W.L. Adams
- Sammy Brooks
- Max Hamburger
- John Christian
- Harry Rindfleish
- David Voorhees
- Bud Zelofer
- Fred Jefferson
- Marie Mosquini
- Margaret Joslin - (como Margaret Joslin Todd)